# Vielmur-sur-Agout
Pour les articles homonymes, voir Agout (homonymie).
Vielmur-sur-Agout est une commune française située dans le sud du département du Tarn, en région Occitanie. Sur le plan historique et culturel, la commune est dans le Castrais, un territoire essentiellement agricole, entre la rive droite de l'Agout au sud et son affluent, le Dadou, au nord.
Exposée à un climat océanique altéré, elle est drainée par l'Agout, le ruisseau de Bagas, le ruisseau d'Auques, le ruisseau de Cabanac et par divers autres petits cours d'eau. La commune possède un patrimoine naturel remarquable : un site Natura 2000 (Les « vallées du Tarn, de l'Aveyron, du Viaur, de l'Agout et du Gijou ») et deux zones naturelles d'intérêt écologique, faunistique et floristique.
Vielmur-sur-Agout est une commune rurale qui compte 1 377 habitants en 2022, après avoir connu une forte hausse de la population depuis 1962.  Elle fait partie de l'aire d'attraction de Castres. Ses habitants sont appelés les Vielmurois ou  Vielmuroises.

## Géographie

### Localisation
Commune de l'aire urbaine de Castres située à 13 km à l'ouest de Castres sur l'Agout à sa confluence avec le Sor.

### Communes limitrophes
Vielmur-sur-Agout est limitrophe de sept autres communes.
Les communes limitrophes sont  Carbes, Cuq, Fréjeville, Guitalens-L'Albarède, Jonquières, Puylaurens et Sémalens.
|                      | Cuq               | Jonquières |
| Guitalens-L'Albarède | Vielmur-sur-Agout | Carbes     |
| Puylaurens           | Sémalens          | Fréjeville |

### Géologie et relief
La superficie de la commune est de 1 161 hectares ; son altitude varie de 145 à 195 mètres.

### Voies de communication et transports
Accès avec les routes départementales D 112 (ex route nationale 112, D 92, D 59., les bus Tarn'bus et les lignes intermodales d'Occitanie. Ainsi qu'avec le train en gare de Vielmur-sur-Agout sur la ligne de Toulouse Matabiau - Mazamet.

### Hydrographie
La commune est dans le bassin de la Garonne, au sein du bassin hydrographique Adour-Garonne. Elle est drainée par l'Agout, le ruisseau de Bagas, le ruisseau d'Auques, le ruisseau de Cabanac, le ruisseau de Prats Nauts et par divers petits cours d'eau, qui constituent un réseau hydrographique de 15 km de longueur totale,.
L'Agout, d'une longueur totale de 194,4 km, prend sa source dans la commune de Cambon-et-Salvergues et s'écoule d'est en ouest. Il traverse la commune et se jette dans le Tarn à Saint-Sulpice-la-Pointe, après avoir traversé 35 communes.
Le ruisseau de Bagas, d'une longueur totale de 21,1 km, prend sa source dans la commune de Montfa et s'écoule du nord-est au sud-ouest. Il traverse la commune et se jette dans l'Agout à Puylaurens, après avoir traversé 7 communes.

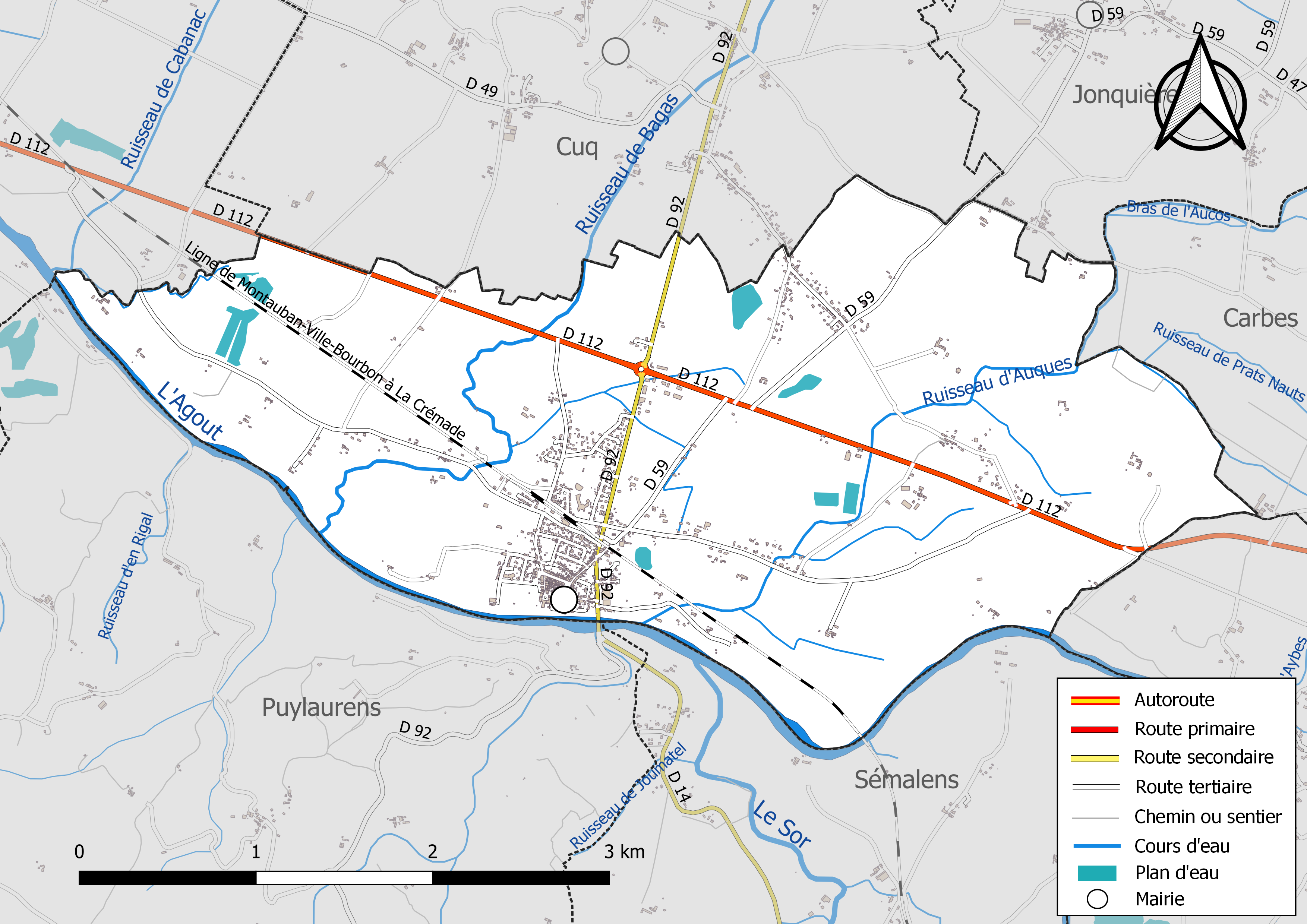
Réseaux hydrographique et routier de Vielmur-sur-Agout.

### Climat
Pour des articles plus généraux, voir Climat de l'Occitanie et Climat du Tarn.
En 2010, le climat de la commune est de type climat du Bassin du Sud-Ouest, selon une étude du Centre national de la recherche scientifique s'appuyant sur une série de données couvrant la période 1971-2000. En 2020, Météo-France publie une typologie des climats de la France métropolitaine dans laquelle la commune est exposée à un climat océanique altéré et est dans la région climatique Aquitaine, Gascogne, caractérisée par une pluviométrie abondante au printemps, modérée en automne, un faible ensoleillement au printemps, un été chaud (19,5 °C), des vents faibles, des brouillards fréquents en automne et en hiver et des orages fréquents en été (15 à 20 jours).
Pour la période 1971-2000, la température annuelle moyenne est de 13,6 °C, avec une amplitude thermique annuelle de 15,9 °C. Le cumul annuel moyen de précipitations est de 728 mm, avec 8,3 jours de précipitations en janvier et 5,3 jours en juillet. Pour la période 1991-2020, la température moyenne annuelle observée sur la station météorologique de Météo-France la plus proche, « Puylaurens », sur la commune de Puylaurens à 8 km à vol d'oiseau, est de 14,4 °C et le cumul annuel moyen de précipitations est de 782,0 mm. 
La température maximale relevée sur cette station est de 42,5 °C, atteinte le 13 août 2003 ; la température minimale est de −16,5 °C, atteinte le 16 janvier 1985,,.
Les paramètres climatiques de la commune ont été estimés pour le milieu du siècle (2041-2070) selon différents scénarios d'émission de gaz à effet de serre à partir des nouvelles projections climatiques de référence DRIAS-2020. Ils sont consultables sur un site dédié publié par Météo-France en novembre 2022.

### Milieux naturels et biodiversité

#### Réseau Natura 2000

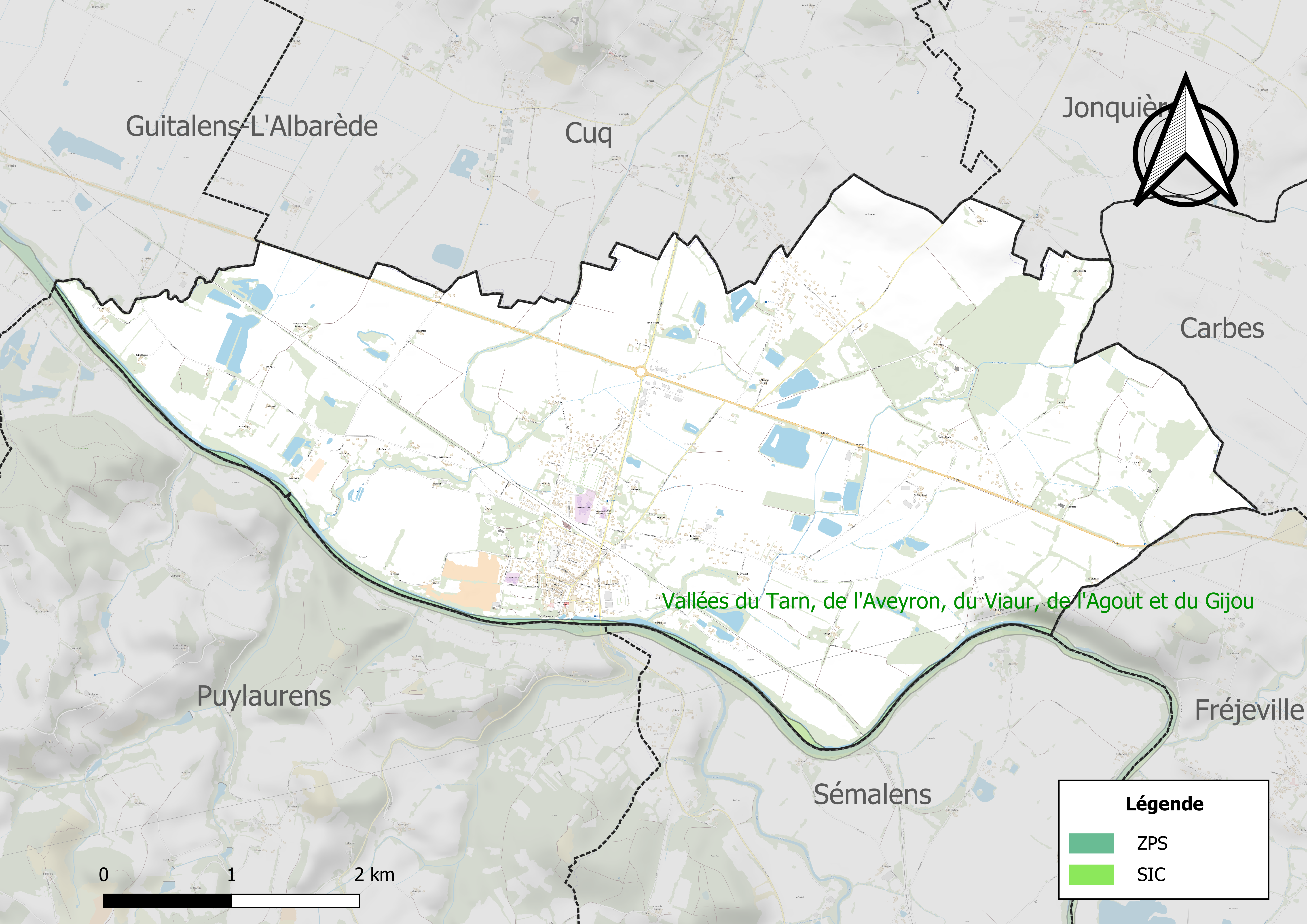
Site Natura 2000 sur le territoire communal.

Le réseau Natura 2000 est un réseau écologique européen de sites naturels d'intérêt écologique élaboré à partir des directives habitats et oiseaux, constitué de zones spéciales de conservation (ZSC) et de zones de protection spéciale (ZPS).
Un site Natura 2000 a été défini sur la commune au titre de la directive habitats : Les « vallées du Tarn, de l'Aveyron, du Viaur, de l'Agout et du Gijou », d'une superficie de 17 144 ha, s'étendant sur 136 communes dont 41 dans l'Aveyron, 8 en Haute-Garonne, 50 dans le Tarn et 37 dans le Tarn-et-Garonne. Elles présentent une très grande diversité d'habitats et d'espèces dans ce vaste réseau de cours d'eau et de gorges. La présence de la Loutre d'Europe et de la moule perlière d'eau douce est également d'un intérêt majeur.

#### Zones naturelles d'intérêt écologique, faunistique et floristique
L’inventaire des zones naturelles d'intérêt écologique, faunistique et floristique (ZNIEFF) a pour objectif de réaliser une couverture des zones les plus intéressantes sur le plan écologique, essentiellement dans la perspective d’améliorer la connaissance du patrimoine naturel national et de fournir aux différents décideurs un outil d’aide à la prise en compte de l’environnement dans l’aménagement du territoire.
Une ZNIEFF de type 1 est recensée sur la commune :
les « gravières de la Ginestière et bords de l'Agoût » (89 ha), couvrant 3 communes du département et une ZNIEFF de type 2, : 
les « rivières Agoût et Tarn de Burlats à Buzet-sur-Tarn » (1 364 ha), couvrant 24 communes du département.

Carte des ZNIEFF de type 1 et 2 à Vielmur-sur-Agout.
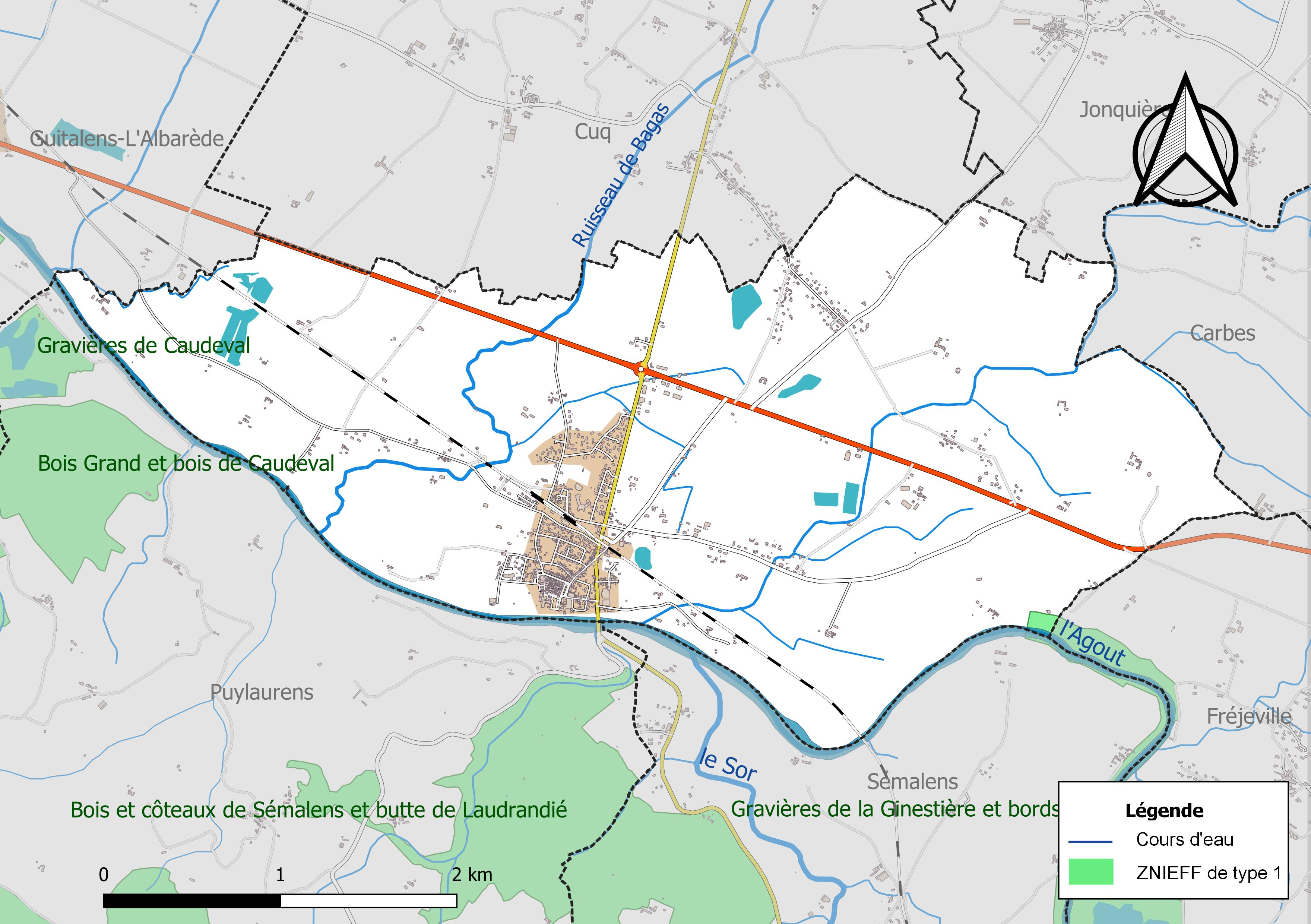
Carte de la ZNIEFF de type 1 sur la commune.
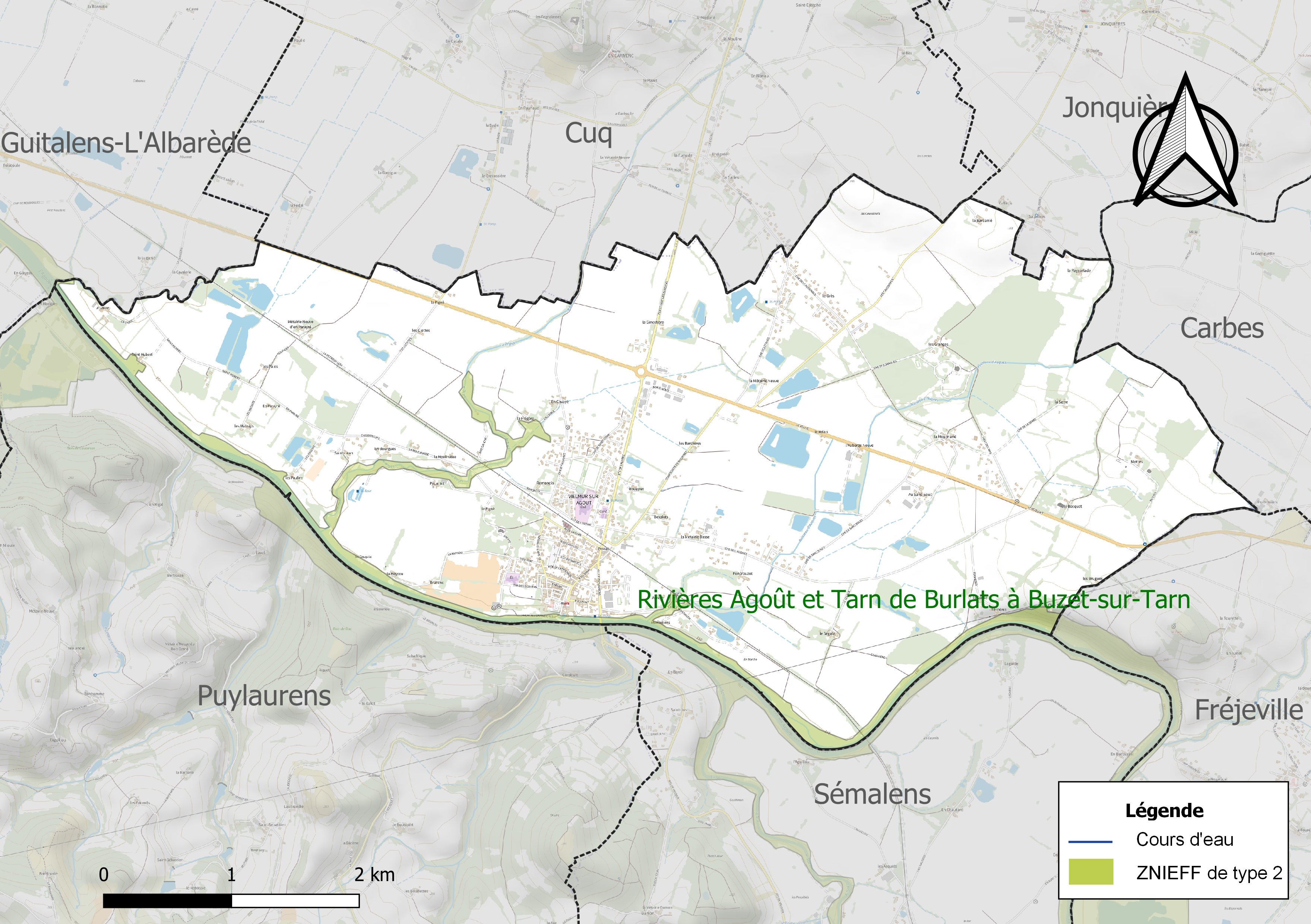
Carte de la ZNIEFF de type 2 sur la commune.

## Urbanisme

### Typologie
Au 1er janvier 2024, Vielmur-sur-Agout est catégorisée bourg rural, selon la nouvelle grille communale de densité à sept niveaux définie par l'Insee en 2022.
Elle est située hors unité urbaine. Par ailleurs la commune fait partie de l'aire d'attraction de Castres, dont elle est une commune de la couronne,. Cette aire, qui regroupe 55 communes, est catégorisée dans les aires de 50 000 à moins de 200 000 habitants,.

### Occupation des sols
L'occupation des sols de la commune, telle qu'elle ressort de la base de données européenne d’occupation biophysique des sols Corine Land Cover (CLC), est marquée par l'importance des territoires agricoles (90,9 % en 2018), en diminution par rapport à 1990 (97,5 %). La répartition détaillée en 2018 est la suivante : 
terres arables (53,4 %), prairies (23 %), zones agricoles hétérogènes (14,6 %), zones urbanisées (9,1 %). L'évolution de l’occupation des sols de la commune et de ses infrastructures peut être observée sur les différentes représentations cartographiques du territoire : la carte de Cassini (XVIIIe siècle), la carte d'état-major (1820-1866) et les cartes ou photos aériennes de l'IGN pour la période actuelle (1950 à aujourd'hui).

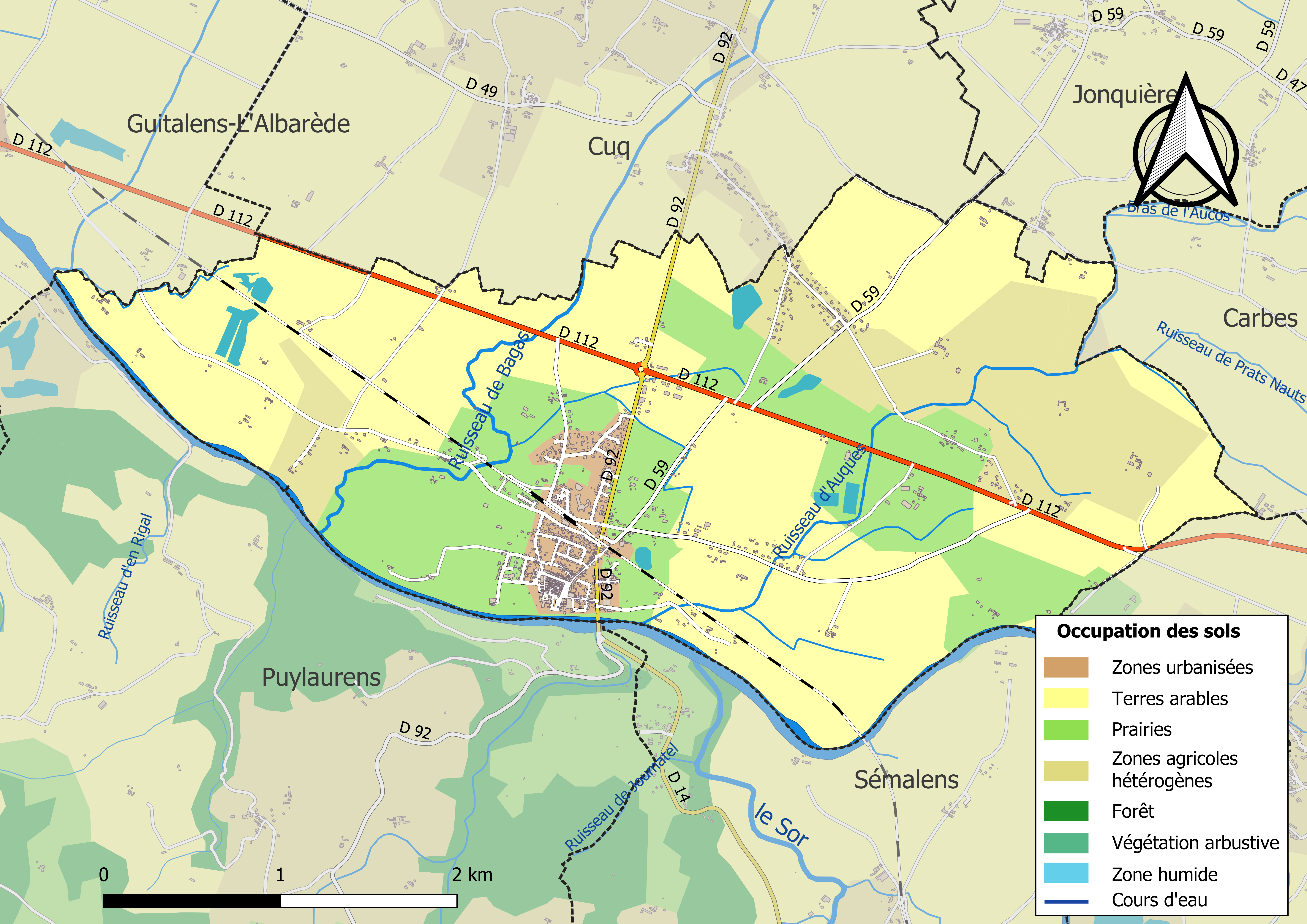
Carte des infrastructures et de l'occupation des sols de la commune en 2018 (CLC).

### Risques majeurs
Le territoire de la commune de Vielmur-sur-Agout est vulnérable à différents aléas naturels : météorologiques (tempête, orage, neige, grand froid, canicule ou sécheresse), inondations, mouvements de terrains et séisme (sismicité très faible). Il est également exposé à deux risques technologiques,  le transport de matières dangereuses et la rupture d'un barrage. Un site publié par le BRGM permet d'évaluer simplement et rapidement les risques d'un bien localisé soit par son adresse soit par le numéro de sa parcelle.

#### Risques naturels
Certaines parties du territoire communal sont susceptibles d’être affectées par le risque d’inondation par débordement de cours d'eau, notamment l'Agout et le ruisseau de Bagas. La cartographie des zones inondables en ex-Midi-Pyrénées réalisée dans le cadre du XIe Contrat de plan État-région, visant à informer les citoyens et les décideurs sur le risque d’inondation, est accessible sur le site de la DREAL Occitanie. La commune a été reconnue en état de catastrophe naturelle au titre des dommages causés par les inondations et coulées de boue survenues en 1982, 1992, 1996, 1999, 2013, 2017 et 2020,.
Vielmur-sur-Agout est exposée au risque de feu de forêt. En 2022, il n'existe pas de Plan de Prévention des Risques incendie de forêt (PPRif). Le débroussaillement aux abords des maisons constitue l’une des meilleures protections pour les particuliers contre le feu,.

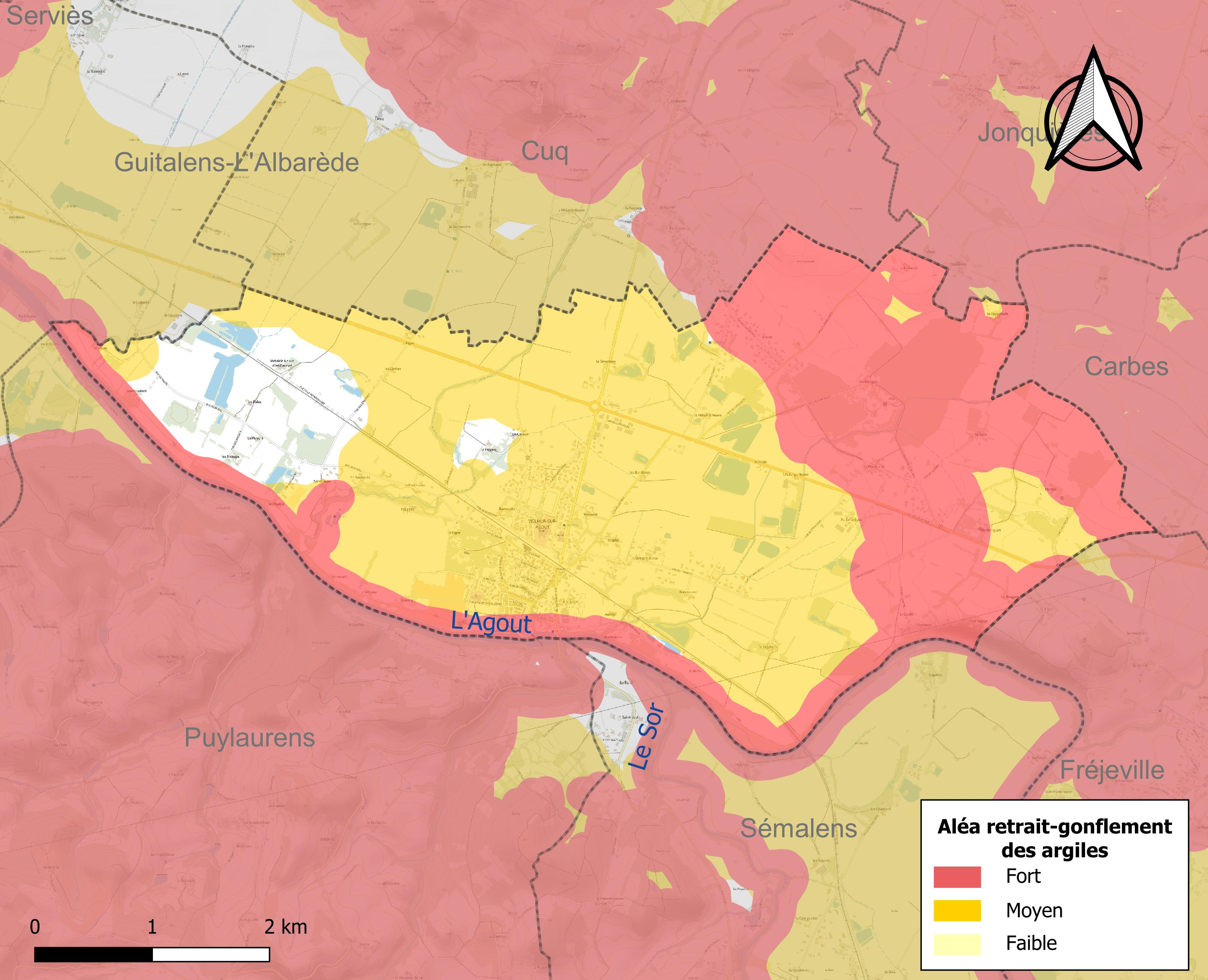
Carte des zones d'aléa retrait-gonflement des sols argileux de Vielmur-sur-Agout.

La commune est vulnérable au risque de mouvements de terrains constitué principalement du retrait-gonflement des sols argileux. Cet aléa est susceptible d'engendrer des dommages importants aux bâtiments en cas d’alternance de périodes de sécheresse et de pluie. 90,3 % de la superficie communale est en aléa moyen ou fort (76,3 % au niveau départemental et 48,5 % au niveau national). Sur les 645 bâtiments dénombrés sur la commune en 2019, 622 sont en aléa moyen ou fort, soit 96 %, à comparer aux 90 % au niveau départemental et 54 % au niveau national. Une cartographie de l'exposition du territoire national au retrait gonflement des sols argileux est disponible sur le site du BRGM,.
Par ailleurs, afin de mieux appréhender le risque d’affaissement de terrain, l'inventaire national des cavités souterraines permet de localiser celles situées sur la commune.

#### Risques technologiques
Le risque de transport de matières dangereuses sur la commune est lié à sa traversée par des infrastructures routières ou ferroviaires importantes ou la présence d'une canalisation de transport d'hydrocarbures. Un accident se produisant sur de telles infrastructures est susceptible d’avoir des effets graves sur les biens, les personnes ou l'environnement, selon la nature du matériau transporté. Des dispositions d’urbanisme peuvent être préconisées en conséquence.
La commune est en outre située en aval d'un barrage de classe A. À ce titre elle est susceptible d’être touchée par l’onde de submersion consécutive à la rupture de cet ouvrage.

## Toponymie
Ses habitants sont les Vielmurois et les Vielmuroises.

## Histoire
Saint Géminien, porteur d'un patronyme unique en France[C'est-à-dire ?], est le saint patron de Vielmur. Fervent défenseur du culte à la Vierge Marie, il exerce une protection particulière sur les enfants qui apparaissent toujours sur les représentations du saint, statues ou tableaux. Vielmur possédait un tableau de lui, sur lequel à l'origine on pouvait certainement voir des enfants ; mais celui-ci ayant été découpé pour l’intégrer dans un cadre baroque, cette représentation dut disparaître.
Saint Géminien est cité deux fois, dont une fois à Vielmur entre 1090 et 1095.
En 951, Ermengaud d’Albi, fils de Raymond II comte de Rouergue, duc d'Aquitaine, marquis de Gothie et comte de Quercy et d’Albigeois et du comté de Narbonne, donne une terre dans la vicomté de Lautrec pour établir un futur monastère. C’est sur un emplacement situé à Vielmur qu’en 1028, le monastère Sainte-Marie sera fondé par Isarn de Lautrec et son épouse Guisle de Cerdagne.
En 1038, le monastère Sainte-Marie de Vielmur est remis par les Lautrec au chapitre du Puy-en-Velay. En 1041, Raymond IV de Saint-Gilles est seigneur du Velay et de la ville du Puy. Il est marié en premières noces en 1065 avec Bertrande de Provence. Leur fils Bertrand, qui sera comte de Tripoli, épouse vers 1090 la nièce de Mathilde de Canossa (ou Mathilde de Toscane). Celle-ci amène certainement le culte de saint Géminien à Vielmur. Cette nièce ne vivra pas longtemps puisque Bertrand se remarie avec Alix de Bourgogne cinq ans après, en 1095. Mais elle eut le temps d’installer une chapelle en l’honneur de saint Géminien.
L'autorisation de fonder cette chapelle ne posa certainement aucun problème auprès de l’abbesse du monastère de Vielmur, vassale du comte de Toulouse et celle du chapitre du Puy puisque Raymond IV de Saint Gilles était seigneur du Puy (voir plus haut). Elle obtient par l’intermédiaire de sa tante (la grande) Mathilde de Toscane, les reliques du saint.
Autre hypothèse : comme la nièce de Mathilde ne vécut que cinq ans après son mariage avec Bertrand comte de Toulouse, il se pourrait que Mathilde de Canossa ait envoyé à sa nièce, atteinte d’une maladie grave, les reliques de saint Géminien pour la protéger, et les ait fait placer dans une chapelle du monastère de Vielmur.
Le nom de l'église du monastère Notre-Dame disparaîtra à la Révolution avec la vente du monastère au titre des biens nationaux. C'est saint Géminien qui en deviendra alors le titulaire.

## Politique et administration

### Administration municipale
Le nombre d'habitants au recensement de 2017 étant compris entre 500 habitants et 1 499 habitants, le nombre de membres du conseil municipal pour l'élection de 2020 est de quinze,.

### Rattachements administratifs et électoraux
Commune faisant partie de l'arrondissement de Castres de la communauté de communes du Lautrecois-Pays d'Agout et du canton de Plaine de l'Agoût (avant le redécoupage départemental de 2014, Vielmur-sur-Agout était le chef-lieu de l'ex-canton de Vielmur-sur-Agout).

### Liste des maires
| Période                                  | Période  | Identité        | Étiquette | Qualité                                 |
| ---------------------------------------- | -------- | --------------- | --------- | --------------------------------------- |
| 1944                                     | 1945     | Antonin Sicard  |           |                                         |
| 1945                                     | 1956     | Jean Tressens   |           |                                         |
| 1956                                     | 1976     | Léon Zelmire    |           |                                         |
| 1976                                     | 2008     | Robert Clarenc  | PS        | Enseignant, conseiller général          |
| 2008                                     | En cours | Catherine Rabou | PS        | Institutrice Conseillère départementale |
| Les données manquantes sont à compléter. |          |                 |           |                                         |

## Population et société

### Démographie
L'évolution du nombre d'habitants est connue à travers les recensements de la population effectués dans la commune depuis 1793. Pour les communes de moins de 10 000 habitants, une enquête de recensement portant sur toute la population est réalisée tous les cinq ans, les populations de référence des années intermédiaires étant quant à elles estimées par interpolation ou extrapolation. Pour la commune, le premier recensement exhaustif entrant dans le cadre du nouveau dispositif a été réalisé en 2008.

En 2022, la commune comptait 1 377 habitants, en évolution de −7,46 % par rapport à 2016 (Tarn : +2,52 %, France hors Mayotte : +2,11 %).
| 1793 | 1800 | 1806 | 1821 | 1831  | 1836  | 1841  | 1846  | 1851  |
| ---- | ---- | ---- | ---- | ----- | ----- | ----- | ----- | ----- |
| 942  | 748  | 935  | 950  | 1 035 | 1 114 | 1 142 | 1 198 | 1 179 |

| 1856  | 1861  | 1866  | 1872  | 1876  | 1881  | 1886  | 1891 | 1896 |
| ----- | ----- | ----- | ----- | ----- | ----- | ----- | ---- | ---- |
| 1 153 | 1 187 | 1 170 | 1 153 | 1 114 | 1 128 | 1 096 | 974  | 994  |

| 1901 | 1906 | 1911 | 1921 | 1926 | 1931 | 1936 | 1946 | 1954 |
| ---- | ---- | ---- | ---- | ---- | ---- | ---- | ---- | ---- |
| 877  | 933  | 910  | 783  | 756  | 798  | 765  | 763  | 810  |

| 1962 | 1968 | 1975 | 1982 | 1990 | 1999  | 2006  | 2008  | 2013  |
| ---- | ---- | ---- | ---- | ---- | ----- | ----- | ----- | ----- |
| 831  | 910  | 835  | 849  | 996  | 1 062 | 1 305 | 1 375 | 1 488 |

| 2018  | 2022  | - | - | - | - | - | - | - |
| ----- | ----- | - | - | - | - | - | - | - |
| 1 440 | 1 377 | - | - | - | - | - | - | - |

| selon la population municipale des années : | 1968 | 1975 | 1982 | 1990 | 1999 | 2006 | 2009 | 2013 |
| Rang de la commune dans le département      | 337  | 318  | 279  | 260  | 249  | 238  | 244  | 228  |
| Nombre de communes du département           | 592  | 582  | 586  | 588  | 588  | 588  | 589  | 589  |

### Enseignement
Vielmur-sur-Agout fait partie de l'académie de Toulouse.
La commune possède une école primaire Robert Clarenc et un collège René Cassin.

### Culture et festivités
- Bibliocoop, comité des fêtes, club de restauration de vieux tracteurs (les vieux pistons),
- Fête de saint Barthélemy (avant-dernier dimanche d'août). Salle des fêtes, centre de loisirs, école de musique,

### Activités sportives
Rugby à XV, tennis, football, basketball, athlétisme, gymnastique, randonnée pédestre, chasse, pétanque,

## Économie

### Revenus
En 2018, la commune compte 602 ménages fiscaux, regroupant 1 402 personnes. La médiane du revenu disponible par unité de consommation est de 20 940 € (20 400 € dans le département).

### Emploi
|                | 2008  | 2013  | 2018  |
| -------------- | ----- | ----- | ----- |
| Commune        | 8,3 % | 7,7 % | 7,8 % |
| Département    | 8,2 % | 9,9 % | 10 %  |
| France entière | 8,3 % | 10 %  | 10 %  |

En 2018, la population âgée de 15 à 64 ans s'élève à 912 personnes, parmi lesquelles on compte 75,9 % d'actifs (68,1 % ayant un emploi et 7,8 % de chômeurs) et 24,1 % d'inactifs,. En  2018, le taux de chômage communal (au sens du recensement) des 15-64 ans est inférieur à celui de la France et du département, alors qu'en 2008 la situation était inverse.
La commune fait partie de la couronne de l'aire d'attraction de Castres, du fait qu'au moins 15 % des actifs travaillent dans le pôle,. Elle compte 312 emplois en 2018, contre 311 en 2013 et 275 en 2008. Le nombre d'actifs ayant un emploi résidant dans la commune est de 624, soit un indicateur de concentration d'emploi de 50 % et un taux d'activité parmi les 15 ans ou plus de 59,1 %.
Sur ces 624 actifs de 15 ans ou plus ayant un emploi, 138 travaillent dans la commune, soit 22 % des habitants. Pour se rendre au travail, 86,5 % des habitants utilisent un véhicule personnel ou de fonction à quatre roues, 2,4 % les transports en commun, 6,6 % s'y rendent en deux-roues, à vélo ou à pied et 4,5 % n'ont pas besoin de transport (travail au domicile).

### Activités hors agriculture

#### Secteurs d'activités
113 établissements sont implantés  à Vielmur-sur-Agout au 31 décembre 2019. Le tableau ci-dessous en détaille le nombre par secteur d'activité et compare les ratios avec ceux du département,.
| Secteur d'activité                                                                                        | Commune | Commune | Département |
| Secteur d'activité                                                                                        | Nombre  | %       | %           |
| --- | ------- | ------- | ----------- |
| Ensemble                                                                                                  | 113     |         |             |
| Industrie manufacturière, industries extractives et autres                                                | 13      | 11,5 %  | (13 %)      |
| Construction                                                                                              | 17      | 15 %    | (12,5 %)    |
| Commerce de gros et de détail, transports, hébergement et restauration                                    | 30      | 26,5 %  | (26,7 %)    |
| Activités financières et d'assurance                                                                      | 3       | 2,7 %   | (3,3 %)     |
| Activités immobilières                                                                                    | 1       | 0,9 %   | (4,2 %)     |
| Activités spécialisées, scientifiques et techniques et activités de services administratifs et de soutien | 12      | 10,6 %  | (13,8 %)    |
| Administration publique, enseignement, santé humaine et action sociale                                    | 23      | 20,4 %  | (15,5 %)    |
| Autres activités de services                                                                              | 14      | 12,4 %  | (9 %)       |

Le secteur du commerce de gros et de détail, des transports, de l'hébergement et de la restauration est prépondérant sur la commune puisqu'il représente 26,5 % du nombre total d'établissements de la commune (30 sur les 113 entreprises implantées  à Vielmur-sur-Agout), contre 26,7 % au niveau départemental.

#### Entreprises et commerces
Les cinq entreprises ayant leur siège social sur le territoire communal qui apportent le plus de chiffre d'affaires en 2020 sont : 
- SAS Pain Et Nature, boulangerie et boulangerie-pâtisserie (467 k€) ;
- Camping Le Pessac, terrains de camping et parcs pour caravanes ou véhicules de loisirs (165 k€) ;
- Renov, travaux de maçonnerie générale et gros œuvre de bâtiment (93 k€) ;
- Comme à la Maison SAS, services des traiteurs (77 k€) ;
- EURL Arthome, autres services personnels n.c.a. (34 k€).

### Agriculture
|               | 1988 | 2000 | 2010 | 2020 |
| ------------- | ---- | ---- | ---- | ---- |
| Exploitations | 31   | 16   | 11   | 7    |
| SAU (ha)      | 984  | 748  | 644  | 637  |

La commune est dans la « plaine de l'Albigeois et du Castrais », une petite région agricole occupant le centre du département du Tarn. En 2020, l'orientation technico-économique de l'agriculture  sur la commune est la polyculture et/ou le polyélevage. Sept exploitations agricoles ayant leur siège dans la commune sont dénombrées lors du recensement agricole de 2020 (31 en 1988). La superficie agricole utilisée est de 637 ha,,.

## Culture locale et patrimoine

### Lieux et monuments
- Église Saint-Géminien de Vielmur-sur-Agout ; une cloche datant de 1739[51].
- Ancienne abbaye bénédictine Notre-Dame de la Sagne. Inscription aux monuments historiques en 1995[52].
- Les Granges, ensemble médiéval inscrit au titre des monuments historiques en 2023[53].
- Logis dit Tour des Lautrec : à la base narthex du XIIIe siècle, dans les combles série de très grands blasons représentant la famille de Lautrec et de ses alliés[54].
- Le pont ferroviaire Antoinette

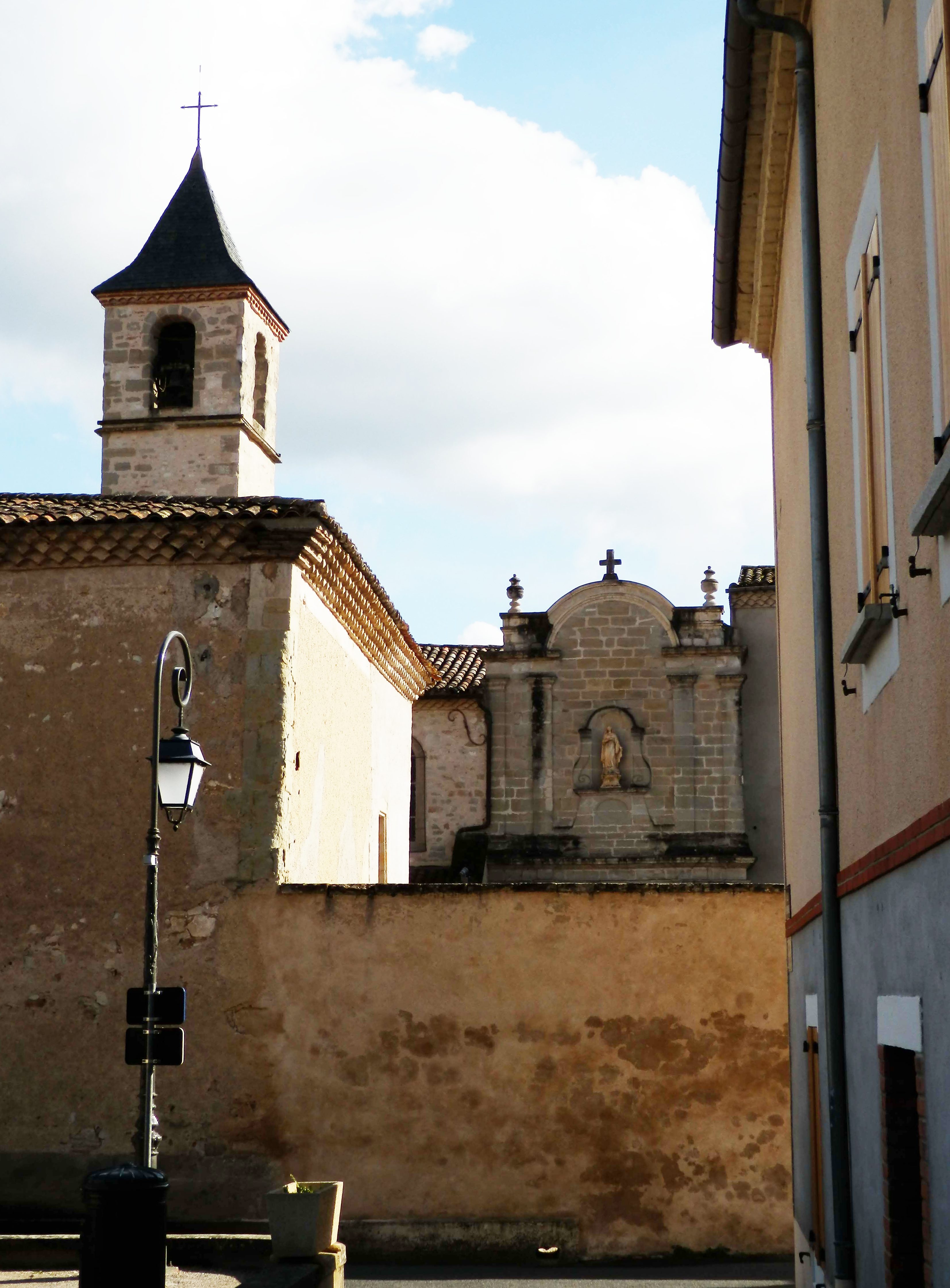
Église de Vielmur-sur-Agout.
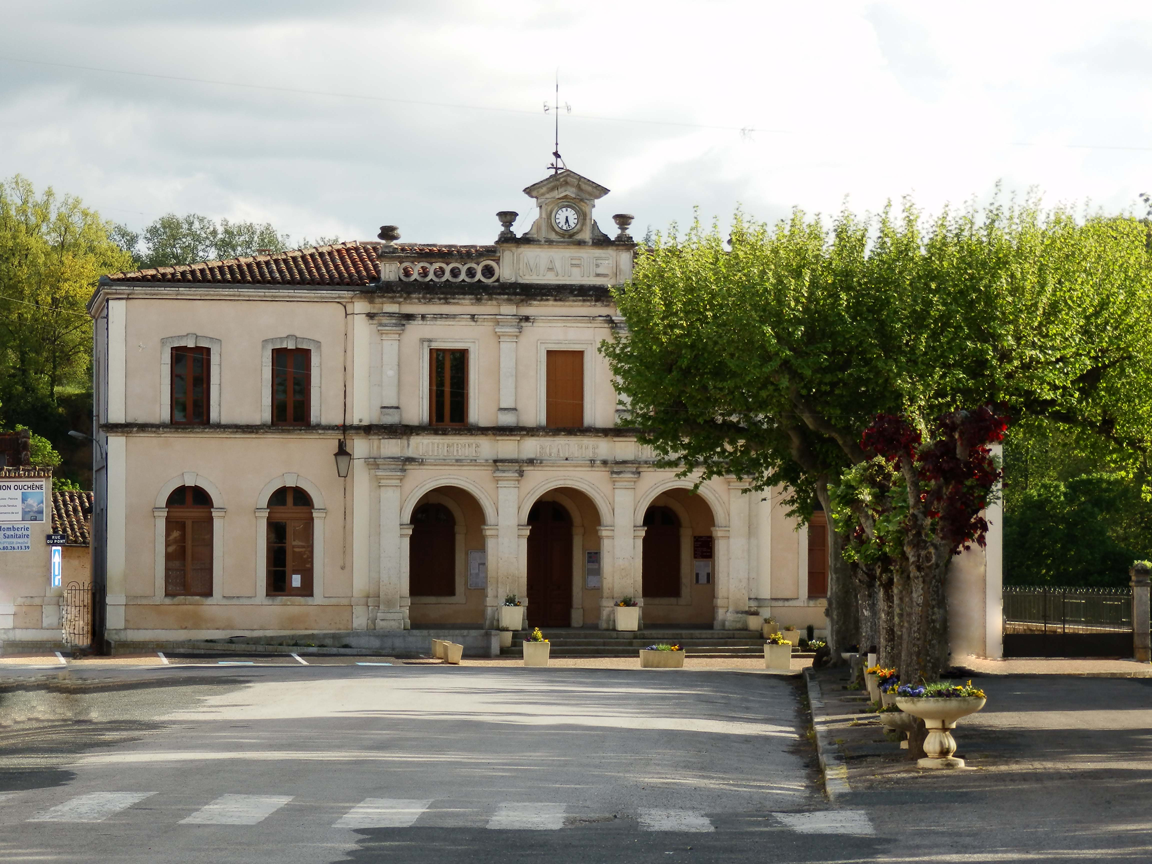
Mairie de Vielmur-sur-Agout.
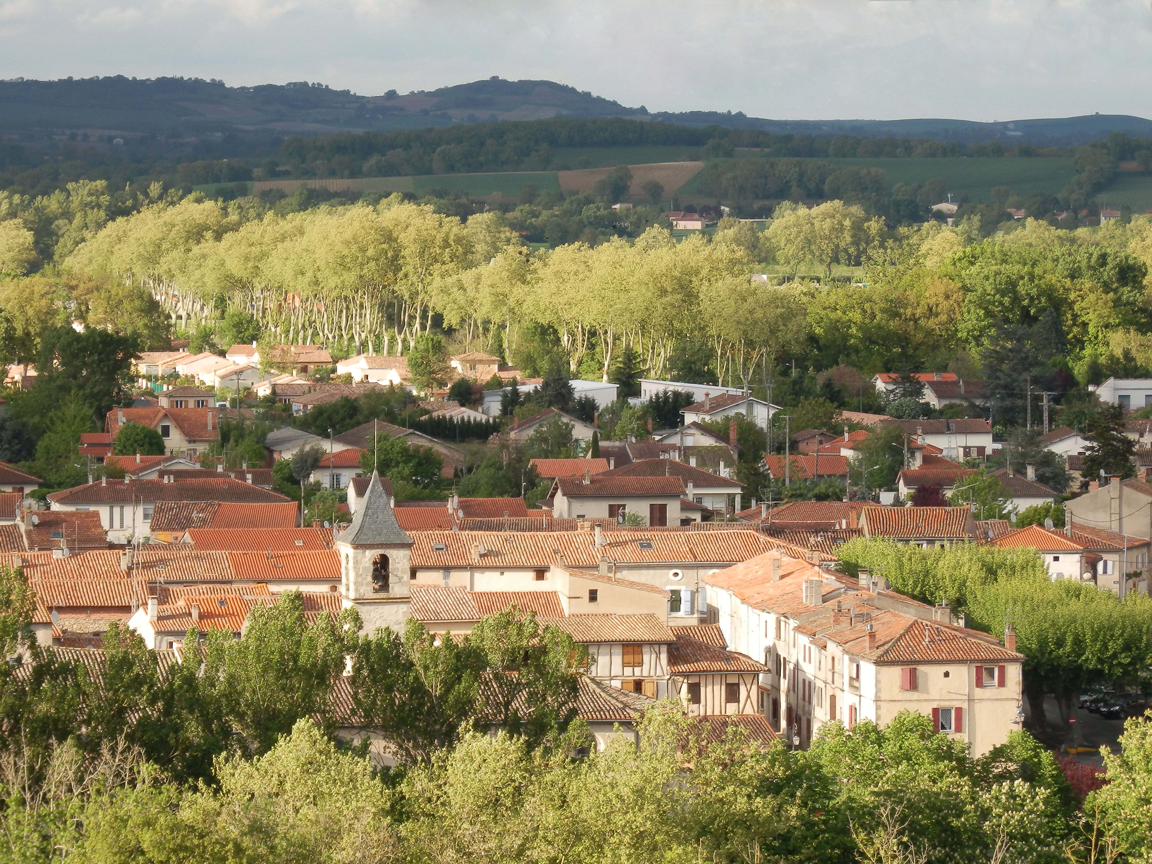
Vue de Vielmur-sur-Agout.
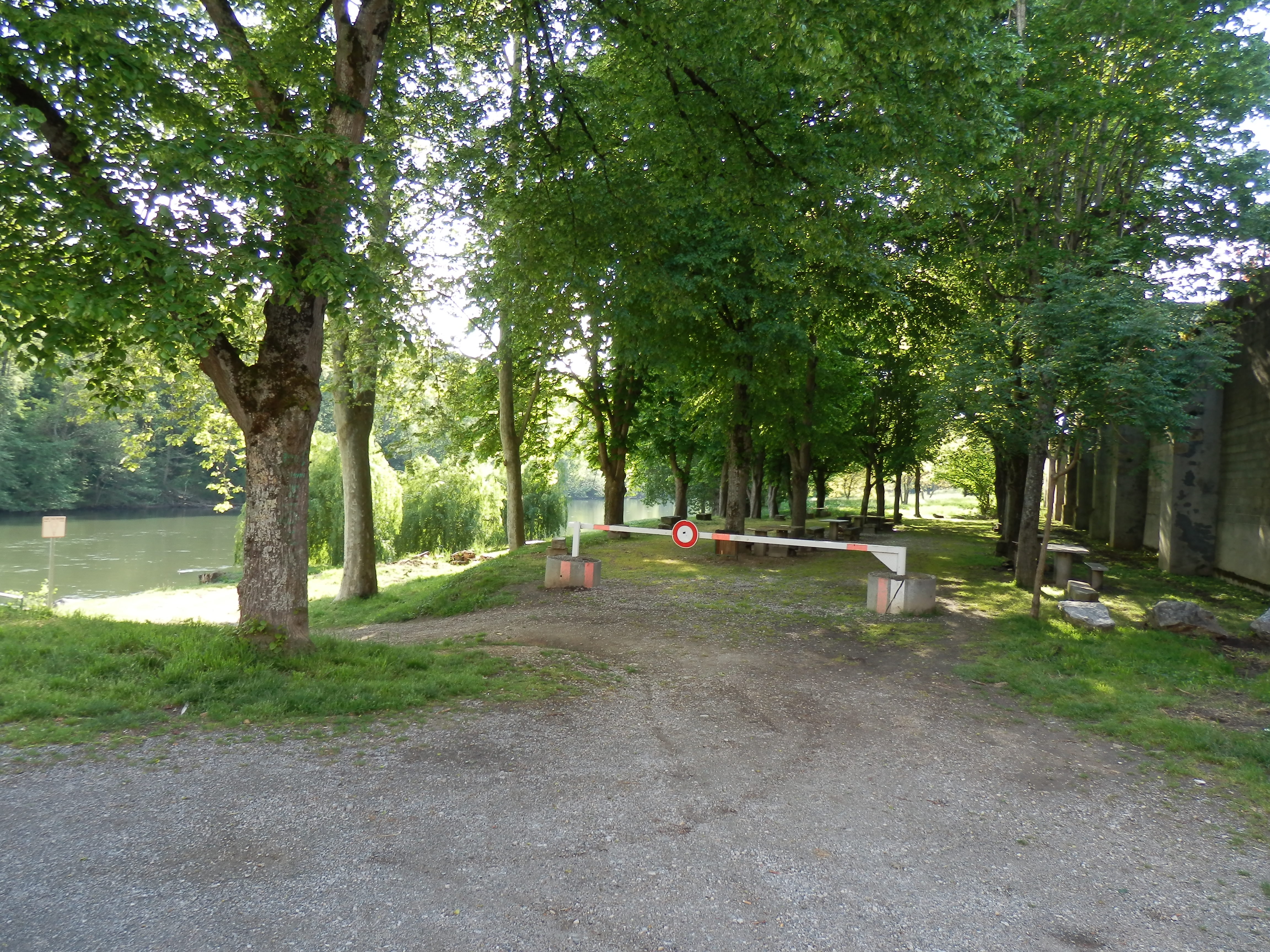
Bord de l'Agout à Vielmur-sur-Agout.
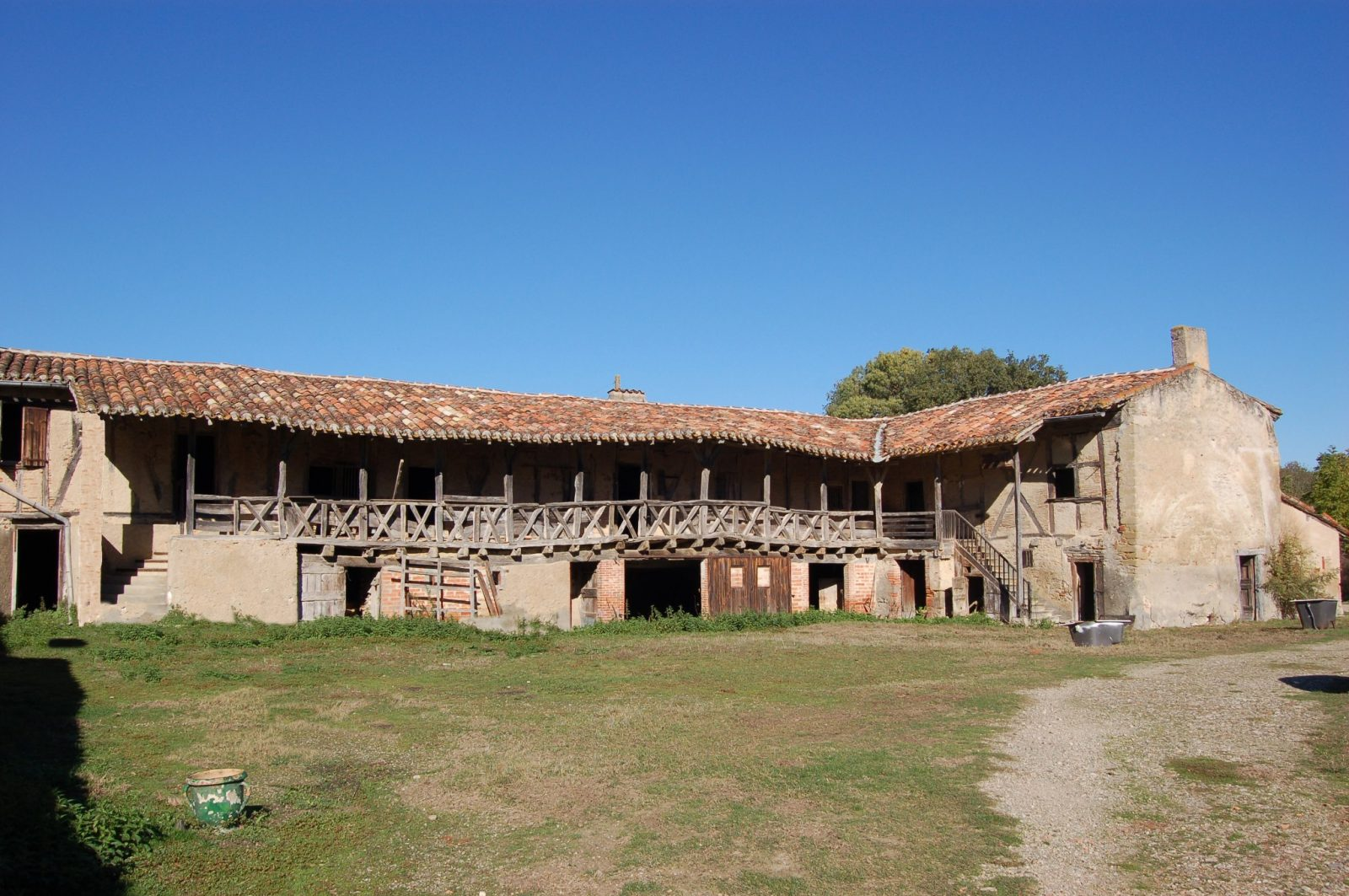
Les Granges

### Personnalités liées à la commune
- Jean-Louis Étienne (1946-), médecin et explorateur, est né dans la commune.
- Famille de Lautrec, Famille Alaman et Famille de Martin de Viviés.
- Louis Rascol qui repose dans le cimetière de la commune.
- Jean Louis Vincent Bernardou
- Clément Loubet
- Pierre Amalric ophtalmologue et mécène de la restauration du vieil alby.
- Victor-Félix Bernadou cardinal.

### Héraldique
| Vielmur-sur-Agout | Son blasonnement est : Écartelé de sable et d'or. |